# Polygala harleyi
Polygala harleyi är en jungfrulinsväxtart som beskrevs av M.C.M. Marques. Polygala harleyi ingår i släktet jungfrulinssläktet, och familjen jungfrulinsväxter. Utöver nominatformen finns också underarten P. h. intermedia.